# الألعاب الدولية
الألعاب الدولية (بالإنجليزية: Global Games)‏ هي حدث عالمي متعدد الرياضات ينظم كل أربعة سنوات من قبل الاتحاد الدولي Virtus للرياضيين ذوي الإعاقات العقلية.

## الدورات
| الدورة | السنة | التاريخ              | المدينة   | الدولة         | المركز الأول | الرياضات | الفعاليات | الدول | الرياضيين |
| ------ | ----- | -------------------- | --------- | -------------- | ------------ | -------- | --------- | ----- | --------- |
| -      | 1989  |                      | هارنوساند | السويد         |              |          |           |       |           |
| 1      | 2004  | 25 يوليو - 23 أغسطس  | بولناس    | السويد         | بولندا       | 6        | 91        | 40    | +1000     |
| 2      | 2009  | 7 - 11 يونيو         | ليبيريتس  | جمهورية التشيك | أستراليا     | 9        | 97        | 34    | +800      |
| 3      | 2011  | 26 سبتمبر - 4 أكتوبر | لوانو     | إيطاليا        | أستراليا     | 9        |           | 30    | +700      |
| 4      | 2015  | 20 - 27 سبتمبر       | غواياكيل  | الإكوادور      | أستراليا     | 8        |           | 35    | +600      |
| 5      | 2019  | 12 - 19 أكتوبر       | بريزبان   | أستراليا       | أستراليا     | 11       |           | 50    | +814      |
| 6      | 2023  | 4 - 10 يونيو         | فيشي      | فرنسا          | فرنسا        | 13       |           | 47    | +900      |
| 7      | 2027  |                      | القاهرة   | مصر            |              |          |           |       |           |

## مقالات ذات صلة
- رياضة ذوي الاحتياجات الخاصة.

## روابط خارجية
- الموقع الرسمي لمنظمة Virtus.